# Grand Prix moto de France 1976
Le Grand Prix moto de France 1976 est la première manche du Championnat du monde de vitesse moto 1976. La compétition s'est déroulée du 24 au 25 avril 1976 sur le circuit Bugatti au Mans. C'est la 42e édition du Grand Prix moto de France et la 20e édition comptant pour le championnat du monde.

## Résultats des 500 cm³
| Pos  | Pilote             | Moto      | Temps/Écart    | Points |
| ---- | ------------------ | --------- | -------------- | ------ |
| 1    | Barry Sheene       | Suzuki    | 51 min 45 s 33 | 15     |
| 2    | Johnny Cecotto     | Yamaha    | +3 s 84        | 12     |
| 3    | Marco Lucchinelli  | Suzuki    | +19 s 29       | 10     |
| 4    | Teuvo Länsivuori   | Suzuki    | +49 s 85       | 8      |
| 5    | Giacomo Agostini   | MV Agusta | +55 s 65       | 6      |
| 6    | Victor Palomo      | Yamaha    | +1 min 27 s 66 | 5      |
| 7    | Stu Avant          | Suzuki    | +1 min 28 s 24 | 4      |
| 8    | Dieter Braun       | Suzuki    | +1 min 47 s 88 | 3      |
| 9    | Karl Auer          | Yamaha    | +1 tour        | 2      |
| 10   | Boet van Dulmen    | Yamaha    | +1 tour        | 1      |
| 11   | Olivier Chevallier | Yamaha    | +1 tour        |        |
| 12   | Steve Parrish      | Yamaha    | +1 tour        |        |
| 13   | Chas Mortimer      | Yamaha    | +1 tour        |        |
| 14   | Gilles Husson      | Yamaha    | +1 tour        |        |
| 15   | Alex George (en)   | Yamaha    | +1 tour        |        |
| 16   | Edmar Ferreira     | Yamaha    | +1 tour        |        |
| 17   | René Guili         | Suzuki    | +2 tours       |        |
| 18   | Johnny Bengtsson   | Suzuki    | +2 tours       |        |
| 19   | Helmut Kassner     | Suzuki    | +2 tours       |        |
| 20   | Jules Nies         | Suzuki    | +3 tours       |        |
| Abd. | Philippe Coulon    | Suzuki    | Abandon        |        |
| Abd. | Nico Cereghini     | Suzuki    | Abandon        |        |
| Abd. | John Williams      | Suzuki    | Abandon        |        |
| Abd. | Kenny Roberts      | Yamaha    | Abandon        |        |
| Abd. | Jean-Paul Boinet   | Suzuki    | Abandon        |        |
| Abd. | Adu Celso-Santos   | Yamaha    | Abandon        |        |
| Abd. | Roberto Gallina    | Suzuki    | Abandon        |        |
| Abd. | Phil Read          | Suzuki    | Abandon        |        |
| Abd. | Thierry Tchernine  | Yamaha    | Abandon        |        |
| Abd. | Pentti Korhonen    | Yamaha    | Abandon        |        |
| Abd. | Jack Findlay       | Suzuki    | Abandon        |        |
| Abd. | Christian Estrosi  | Suzuki    | Abandon        |        |
| Abd. | Marcel Ankoné      | Suzuki    | Abandon        |        |
| Abd. | Risto Makinen      | Yamaha    | Abandon        |        |
| Abd. | Max Wiener         | Yamaha    | Abandon        |        |
| Np.  | Michel Rougerie    | Suzuki    | Non partant    |        |
| Nq.  | Horst Lahfeld      | König     | Non qualifié   |        |
| Nq.  | Leif Johansson     | Yamaha    | Non qualifié   |        |
| Nq.  | Peter Sjöström     | Yamaha    | Non qualifié   |        |
| Nq.  | Francis Hollebecq  | Suzuki    | Non qualifié   |        |
| Nq.  | Hans-Otto Butenuth | Yamaha    | Non qualifié   |        |
| Nq.  | Wolfgang Stropek   | Rotax     | Non qualifié   |        |
| Nq.  | Hans Braumandl     | Yamaha    | Non qualifié   |        |
| Nq.  | Harry Viiala       | Yamaha    |                |        |

## Résultats des 350 cm³
| Pos  | Pilote              | Moto            | Temps          | Points |
| ---- | ------------------- | --------------- | -------------- | ------ |
| 1    | Walter Villa        | Harley-Davidson | 52 min 45 s 01 | 15     |
| 2    | Johnny Cecotto      | Yamaha          | +17 s 91       | 12     |
| 3    | Jean-François Baldé | Yamaha          | +30 s 07       | 10     |
| 4    | Takazumi Katayama   | Yamaha          | +37 s 05       | 8      |
| 5    | Olivier Chevallier  | Yamaha          | +42 s 33       | 6      |
| 6    | Paolo Tordi         | Yamaha          | +44 s 73       | 5      |
| 7    | Patrick Fernandez   | Yamaha          | +57 s 12       | 4      |
| 8    | Pentti Korhonen     | Yamaha          | +1 min 04 s 88 | 3      |
| 9    | Tom Herron          | Yamaha          | +1 min 09 s 72 | 2      |
| 10   | John Dodds          | Yamaha          | +1 min 16 s 94 | 1      |
| 11   | Pekka Nurmi         | Yamaha          | +1 min 40 s 94 |        |
| 12   | Alain Vial          | Yamaha          | +1 min 42 s 52 |        |
| 13   | Claude Ben El Hadj  | Yamaha          | +1 min 56 s 00 |        |
| 14   | Jean-Louis Olivier  | Yamaha          | +1 tour        |        |
| 15   | Christian Bourgeois | Yamaha          | +1 tour        |        |
| 16   | Hervé Moineau       | Yamaha          | +1 tour        |        |
| 17   | John Weeden         | Yamaha          | +1 tour        |        |
| 18   | Alan North          | Yamaha          | +5 tours       |        |
| 19   | Steve Parrish       | Yamaha          | +5 tours       |        |
| 20   | Franz Kunz          | Yamaha          | +6 tour        |        |
| 21   | Philippe Coulon     | Yamaha          | +7 tours       |        |
| Abd. | ...                 | ...             | Abandon        |        |

## Résultats des 250 cm³
| Pos  | Pilote             | Moto            | Temps          | Points |
| ---- | ------------------ | --------------- | -------------- | ------ |
| 1    | Walter Villa       | Harley-Davidson | 54 min 41 s 62 | 15     |
| 2    | Gianfranco Bonera  | Harley-Davidson | +42 s 14       | 12     |
| 3    | Pentti Korhonen    | Yamaha          | +48 s 71       | 10     |
| 4    | Olivier Chevallier | Yamaha          | +49 s 92       | 8      |
| 5    | Gérard Choukroun   | Yamaha          | +1 min 03 s 05 | 6      |
| 6    | Pekka Nurmi        | Yamaha          | +1 min 08 s 01 | 5      |
| 7    | Patrick Pons       | Yamaha          | +1 min 08 s 18 | 4      |
| 8    | Philippe Bouzanne  | Yamaha          | +1 min 09 s 42 | 3      |
| 9    | Jean-Claude Hogrel | Yamaha          | +1 min 09 s 57 | 2      |
| 10   | Patrick Fernandez  | Yamaha          | +1 min 11 s 52 | 1      |
| 11   | John Dodds         | Yamaha          | +1 min 24 s 28 |        |
| 12   | Chas Mortimer      | Maxton-Yamaha   | +1 min 29 s 55 |        |
| 13   | Denis Boulom       | Yamaha          | +1 min 29 s 80 |        |
| 14   | Paolo Tordi        | Yamaha          | +1 min 35 s 87 |        |
| 15   | Jaime Samaranch    | Yamaha          | +1 min 36 s 17 |        |
| 16   | Gilbert Lavelle    | Yamaha          | +1 min 36 s 84 |        |
| 17   | Christian Huguet   | Yamaha          | +1 min 45 s 48 |        |
| 18   | Christian Sarron   | Yamaha          | +1 tour        |        |
| 19   | Thierry Noblesse   | Yamaha          | +1 tour        |        |
| 20   | Leif Gustafsson    | Yamaha          | +2 tours       |        |
| 21   | Tom Herron         | Yamaha          | +5 tours       |        |
| 22   | Hervé Moineau      | Yamaha          | +7 tours       |        |
| Abd. | ...                | ...             | Abandon        |        |

## Résultats des 50 cm³
| Pos  | Pilote             | Moto           | Temps          | Points |
| ---- | ------------------ | -------------- | -------------- | ------ |
| 1    | Herbert Rittberger | Kreidler       | 34 min 04 s 21 | 15     |
| 2    | Rudolf Kunz        | Kreidler       | +0 s 19        | 12     |
| 3    | Stefan Dörflinger  | Kreidler       | +3 s 57        | 10     |
| 4    | Pierre Audry       | ABF            | +4 s 88        | 8      |
| 5    | Aldo Pero          | Kreidler       | +1 min 07 s 39 | 6      |
| 6    | Theo Timmer        | Jamathi        | +1 min 17 s 45 | 5      |
| 7    | Yves Le Toumelin   | Scrab-Ty       | +1 min 21 s 14 | 4      |
| 8    | Eugenio Lazzarini  | UFO-Morbidelli | +1 min 22 s 42 | 3      |
| 9    | Benjamin Laurent   | 3B-Kreidler    | +1 min 52 s 42 | 2      |
| 10   | Ulrich Graf        | Kreidler       | +1 min 54 s 27 | 1      |
| 11   | Jacques Hutteau    | Scrab          | +2 min 07 s 53 |        |
| 12   | Raymond Duriez     | Kreidler       | +2 min 13 s 68 |        |
| 13   | Joop Zwetsloot     | Kreidler       | +1 tour        |        |
| 14   | Joaquín Galí       | Derbi          | +1 tour        |        |
| 15   | Günter Schirnhofer | Kreidler       | +1 tour        |        |
| 16   | Guido de Lys       | Kreidler       | +2 tours       |        |
| 17   | Pierre Harlay      | Kreidler       | +2 tours       |        |
| 18   | Cees van Dongen    | Kreidler       | +3 tours       |        |
| 19   | Patrick de Wulf    | Kreidler       | +3 tours       |        |
| Abd. | ...                | ...            | Abandon        |        |

## Résultats des Side-Cars
| Pos  | Pilote                | Passager         | Moto          | Temps          | Points |
| ---- | --------------------- | ---------------- | ------------- | -------------- | ------ |
| 1    | Rolf Biland           | Kenneth Williams | Seymaz-Yamaha | 47 min 53 s 53 | 15     |
| 2    | Alain Michel          | Bernard Garcia   | GEP-Yamaha    | +2 min 04 s 13 | 12     |
| 3    | Helmut Schilling      | Rainer Gundel    | Schmid-Fath   | +1 tour        | 10     |
| 4    | Bruno Holzer          | Karl Meierhans   | LCR-Yamaha    | +1 tour        | 8      |
| 5    | Amedeo Zini           | Andrea Fornaro   | König         | +1 tour        | 6      |
| 6    | Hanspeter Hubacher    | Kurt Huber       | Yamaha        | +1 tour        | 5      |
| 7    | Ted Janssen           | Erich Schmitz    | Yamaha        | +1 tour        | 4      |
| 8    | Siegfried Schazu      | Clifton Lorentz  | Schmid-Fath   | +2 tours       | 3      |
| 9    | Dick Greasley         | Cliff Holland    | Windle-Yamaha | +2 tours       | 2      |
| 10   | Heinz Luthringshauser | Lorenzo Puzo     | Busch-BMW     | +2 tours       | 1      |
| 11   | Werner Schwärzel      | Andreas Huber    | König         | +3 tours       |        |
| 12   | Yves Trolliet         | Pierre Muller    | König         | +3 tours       |        |
| Abd. | ...                   | ...              | ...           | Abandon        |        |